# Margarete Faltin
Margarete Faltin (* 3. Oktober 1865 in Niederpfannenstiel; † unbekannt) war eine deutsche Malerin.

## Leben
Margarete Faltin wurde 1865 auf dem Blaufarbenwerk in Niederpfannenstiel im sächsischen Erzgebirge geboren. Sie studierte an der Akademie der Bildenden Künste München bei Hermann Herterich. 1889 zog sie nach Dresden. Sie studierte privat in der Malerinnenschule von Franz Kops in Blasewitz sowie bei Anton Josef Pepino. Der Zugang zu einem staatlichen Studium an der Dresdner Kunstakademie blieb Frauen bis 1919 verwehrt. Sie hielt sich zeitweise auch studienhalber in Dachau und München auf.
Faltin war 1904 Gründungsmitglied der Gruppe Dresdner Künstlerinnen, Ortsverband Dresdner Künstlerinnen des 1908 neu gegründeten Bundes deutscher und österreichischer Künstlerinnenvereine. Sie war Mitglied der Dresdner Kunstgenossenschaft.
Dressler listet 1930 ihren Wohnort mit Breslau 13, Moritzstraße 7.

## Werk
Faltin malte Landschaften in Pastell und Öl, betätigte sich in der Porträtmalerei und schuf Aquarelle von Interieurs. Sie gestaltete auch Vorlagen für Stickereien.

## Ausstellungen (Auswahl)
- 1901–1913: Dresdner Kunstausstellungen
- 1904: Kunstsalon Emil Richter, Gruppe Dresdner Künstlerinnen
- 1905: Frühjahr-Ausstellung der Münchener Secession[3]
- 1906: Kunstsalon Emil Richter, Gruppe Dresdner Künstlerinnen[4]
- 1908: Dresden, Sächsischer Kunstverein, „Bildnissausstellung“
- 1909: Dresden, Kunstausstellung Emil Richter